# Al-Mansur Ibrahim
Al-Mansur Ibrahim, arab. المنصور إبراهيم (pełne imię: al-Malik al-Mansur Nasir ad-Din Ibrahim ibn Szirkuh, zm. 28 czerwca 1246) – emir Himsu z dynastii Ajjubidów, panujący w latach 1240 – 1246.

## Życiorys
Był synem Al-Mudżahida Szirkuha (1186–1240) i jeszcze jako następca tronu dowodził wojskami Himsu w kilku kampaniach. Na jesieni 1240 roku sprzymierzeni z As-Salihem Ajjubem (1238 – 1249)  Chorezmijczycy zaatakowali terytoria Aleppo, 2 listopada 1240 roku zadając klęskę jego armii, pustosząc okolice Aleppo i zajmując Manbidż. Al-Mansur Ibrahim właśnie objął władzę po śmierci swojego ojca i wyruszył by wesprzeć swoich krewnych, zaś regentka Aleppo Dajfa Chatun uzyskała wsparcie także od As-Saliha Isma’ila (1237 – 1245) z Damaszku. Kiedy Chorezmijczycy przedsięwzięli kolejny rajd w styczniu 1241 roku, pustosząc region Sarminu i Szajzaru, stojący na czele sprzymierzonych wojsk al-Mansur udał się za nimi w pościg i ostatecznie 5 kwietnia zadał im klęskę pod Edessą. Następnie zdobył on dla swego księstwa Karkisijję i al-Chabur oraz po połączeniu z siłami Sułtanatu Rumu zajął Diyarbakır. Niedługo potem Chorezmijczycy sprzymierzyli się z Al-Muzaffarem Ghazim (1220 – 1247) z Majjafarikinu (dzis. Silvan) i w sierpniu 1241 roku zaatakowali Diyarbakır. Tym razem walki zakończyły się bez roztrzygnięcia, jednak w następnym roku Al-Mansur ponownie stanął na czele wojska Aleppa i pokonał Chorezmijczyków 22 sierpnia w pobliżu al-Madżdal nad rzeką Chabur.
Zwycięstwa al-Mansura nie zdecydowały o przebiegu wojny ponieważ zagrożony mongolską inwazją sułtan Rumu Kaj Chusrau (1237 – 1246) doprowadził na wiosnę 1243 roku do zawarcia porozumienia, zgodnie z którym Chorezmijczycy otrzymywali Charput (dzis. Elazığ), zaś Al-Muzaffar Ghazi Ahlat. Druzgocąca klęska jaką Kaj Chusrau poniósł w czerwcu tego roku pod Köse Dağ sprawiła, że sytuacja na północy uległa całkowitej zmianie, zaś Mongołowie zaczęli okupować zarówno Diyarbakır jak i Ahlat. Zszokowani mongolskim zwycięstwem Ajjubidzi próbowali teraz porozumieć się pomiędzy sobą, w rezultacie czego jeszcze we wrześniu As-Salih Isma’il uznał zwierzchnictwo As-Saliha Ajjuba nad Damaszkiem i zgodził się uwolnić jego syna Al-Mughisa Umara. Generalny brak zaufania, podsycony przez treść listów kierowanych przez Ajjuba do Chorezmijczyków, które wpadły w ręce Isma’ila, doprowadził jednak do upadku porozumienia. Al-Mansur zorganizował teraz szeroki sojusz przeciwko Ajjubowi - w jego skład wszedł Isma’il, An-Nasir Dawud (1227 – 1249) z Al-Karaku oraz krzyżowcy z Królestwa Jerozolimskiego. Tymczasem poproszeni przez Ajjuba o wsparcie Chorezmijczycy 23 sierpnia 1244 roku zdobyli Jerozolimę, którą następnie doszczętnie splądrowali, po czym dołączyli do jego armii. Siły sprzymierzeńców zebrały się nieco na północ od Gazy. Al-Mansur radził by zbudować umocnienia zabezpieczające obóz przed szarżą Chorezmijczyków i liczyć na ich zniechęcenie oraz ostatecznie opuszczenie Egipcjan. Dowódca sił krzyżowców Walter z Brienne naciskał jednak na zaatakowanie mniej licznych sił przeciwnika, uważając że jest to szansa na ostateczne rozgromienie Chorezmijczyków. Zdanie Waltera przeważyło i w rezultacie 17 października połączone siły Chorezmijczyków i armii egipskiej zadały sprzymierzonym syryjskim Ajjubidom i krzyżowcom druzgocącą klęskę pod Harbijją.
W październiku 1245 roku, po kilkumiesięcznym oblężeniu, As-Salih Isma’il zrzekł się Damaszku na rzecz As-Saliha Ajjuba, w ramach porozumienia zapewniając sobie jednak Baalbek i Bosrę. Natychmiast po wkroczeniu do miasta dowódca sił egipskich, Mu'in ad-Din, zamknął bramy przed Chorezmijczykami, aby uchronić je przed splądrowaniem. Pozbawieni spodziewanego łupu Chorezmijczycy opuścili wojska As-Saliha Ajjuba i sprzymierzyli się z An-Nasirem (który w związku z tym odzyskał Jerozolimę, Nablus i Hebron) oraz As-Salihem Isma’ilem. Ten ostatni na ich czele natychmiast zaatakował Damaszek. Wbrew jego oczekiwaniom syryjscy Ajjubidzi nie przyłączyli się jednak do niego, a wręcz przeciwnie, Al-Mansur sprzymierzył się z Aleppo i w porozumieniu z As-Salihem Ajjubem wystąpił przeciwko znienawidzonym Chorezmijczykom. Ci odstąpili od oblężenia Damaszku by zaatakować Al-Mansura zostali jednak przez niego całkowicie rozbici 18 maja 1246 roku w pobliżu Himsu. W bitwie zginął ich przywódca Berke Chan i był to koniec ich istnienia jako samodzielnej siły politycznej i wojskowej. Ich resztki rozproszyły się by poszukiwać służby gdzie tylko się dało. Po tym zwycięstwie Al-Mansur zaatakował Baalbek broniony przez syna As-Saliha Isma’ila, nie udało mu się jednak zdobyć cytadeli miasta. As-Salih Ajjub zaprosił go do Egiptu, prawdopodobnie chcąc mu przekazać Damaszek, Al-Mansur był już jednak wówczas śmiertelnie chory i zmarł w drodze 28 czerwca 1246 roku we wsi Najrab, obecnie stanowiącej część Aleppo. Jego następcą został jego siedemnastoletni syn Al-Aszraf Musa (1246 – 1263).